# Cow-boy
Pour les articles homonymes, voir Cow-boy (homonymie).
Le cow-boy ou cowboy (prononcé : /ko.bɔj/, de l'anglais cow, « vache », et boy, « garçon », prononcé en anglais /ˈkaʊ.ˌbɔɪ/), qui signifie « vacher » ou « bouvier » en français, est un garçon de ferme s'occupant du bétail bovin dans les pays anglophones de grands espaces comme le Far West américain et l'Outback australien.
Cette profession dérive de celle de vaquero, en vogue au Nouveau-Mexique aux XVIe et XVIIe siècles, mais s'en distingue en ce sens que ces derniers ne sont pas des ouvriers agricoles. En effet, au XIXe siècle les élevages de l'Ouest alimentaient l'ensemble du pays ; le cow-boy avait donc pour mission de conduire les bêtes à travers le sud des Grandes Plaines, en l'absence de chemin de fer. Cette transhumance, qui cessa aux alentours de 1890, a donné du cow-boy une image d'homme libre, solitaire et nomade, en certains points éloignée de la réalité.
À la fin du XIXe siècle et tout au long du XXe siècle, de très nombreuses œuvres littéraires (romans, bandes dessinées) et films prirent pour héros des cow-boys courageux, cavaliers euro-américains émérites et tireurs d’élite prêts à dégainer face aux Amérindiens pour sauver la veuve et l'orphelin. C'est ainsi que le cow-boy s'est transformé en un personnage mythique incarnant les valeurs américaines.

## Les origines du métier de cow-boy

### L'époque espagnole (XVIesiècle/1521)

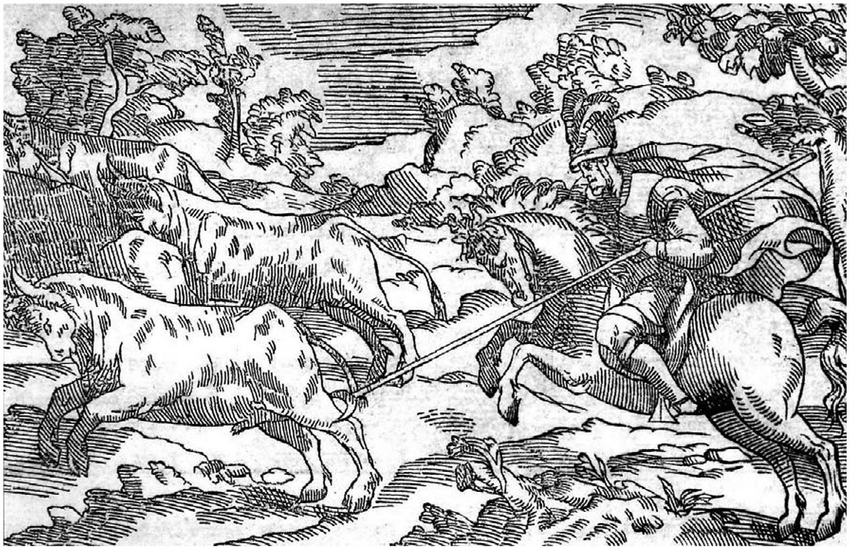
Chasse au taureau sauvage dans le Mexique colonial (1582).

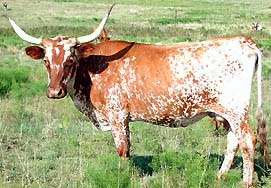
Longhorn.

Au XVIe siècle, les conquistadors espagnols explorent les régions situées au nord de la Nouvelle-Espagne et les colonisent à partir du XVIIe siècle. Lors des expéditions d'exploration du sud-ouest américain appelé alors « Nouveau-Mexique », notamment lors de l’expédition de Francisco de Coronado en 1540, des bovins s'échappent et retournent à la vie sauvage. Des chevaux espagnols retournent aussi à la liberté : ce sont les mustangs. Lorsque les Espagnols s'installent au Nouveau-Mexique, au Texas puis en Californie, ils introduisent l'élevage d'animaux jusque-là inconnus des Amérindiens (moutons, bœufs, chevaux). Les missions franciscaines espagnoles pratiquent un élevage extensif, avec l'aide des Amérindiens.
Les grands propriétaires mettent les troupeaux de bovins sous la surveillance de vaqueros, des ouvriers agricoles montés sur des chevaux. Ils rassemblent les bêtes au cours du rodear et portent un costume adapté à leur activité : un sombrero pour les protéger du soleil, un bandana pour ne pas respirer la poussière, des jambières et des éperons pour monter à cheval et un lasso afin de capturer les animaux.

### La période mexicaine (1821-1848)

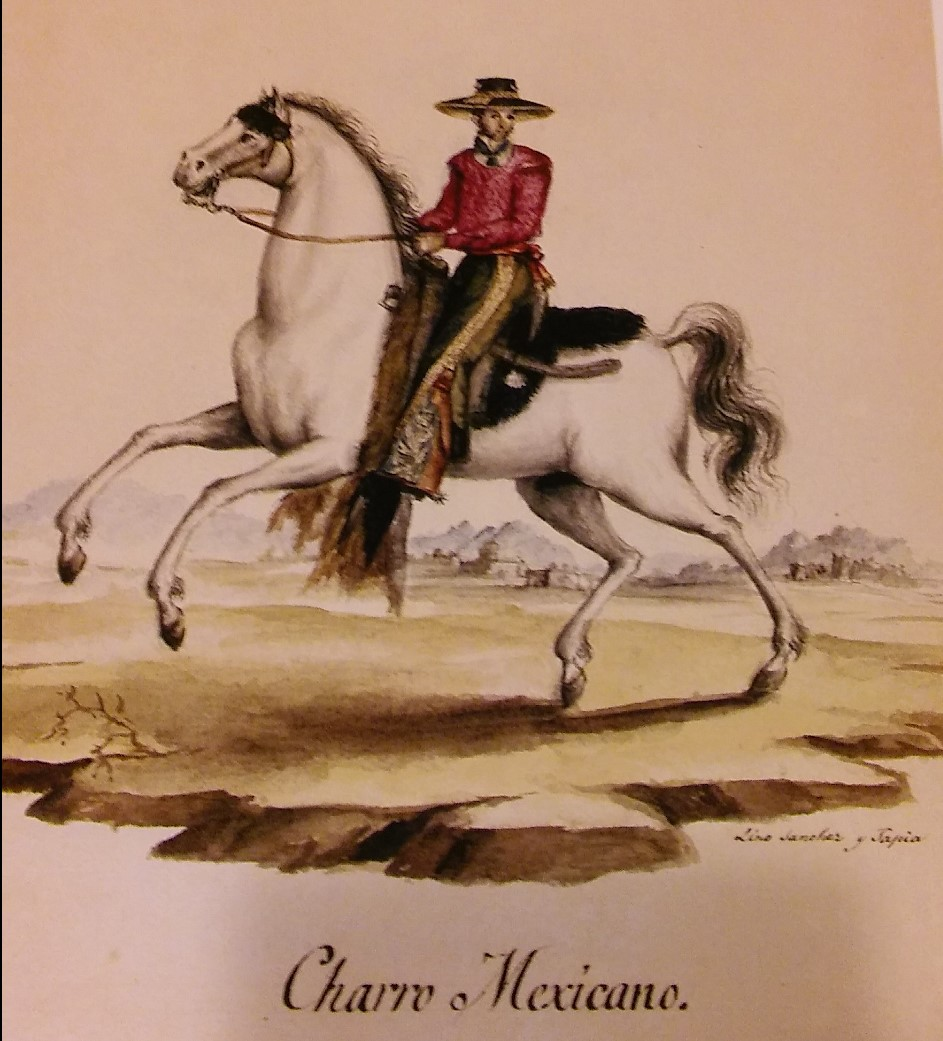
”Charro Mexicain” (1828). Le terme «Charro» était à l'origine un terme péjoratif pour les vaqueros mexicains, synonyme des termes français «Péquenaud», «Paysan», «cul-terreux» ou «Plouc».

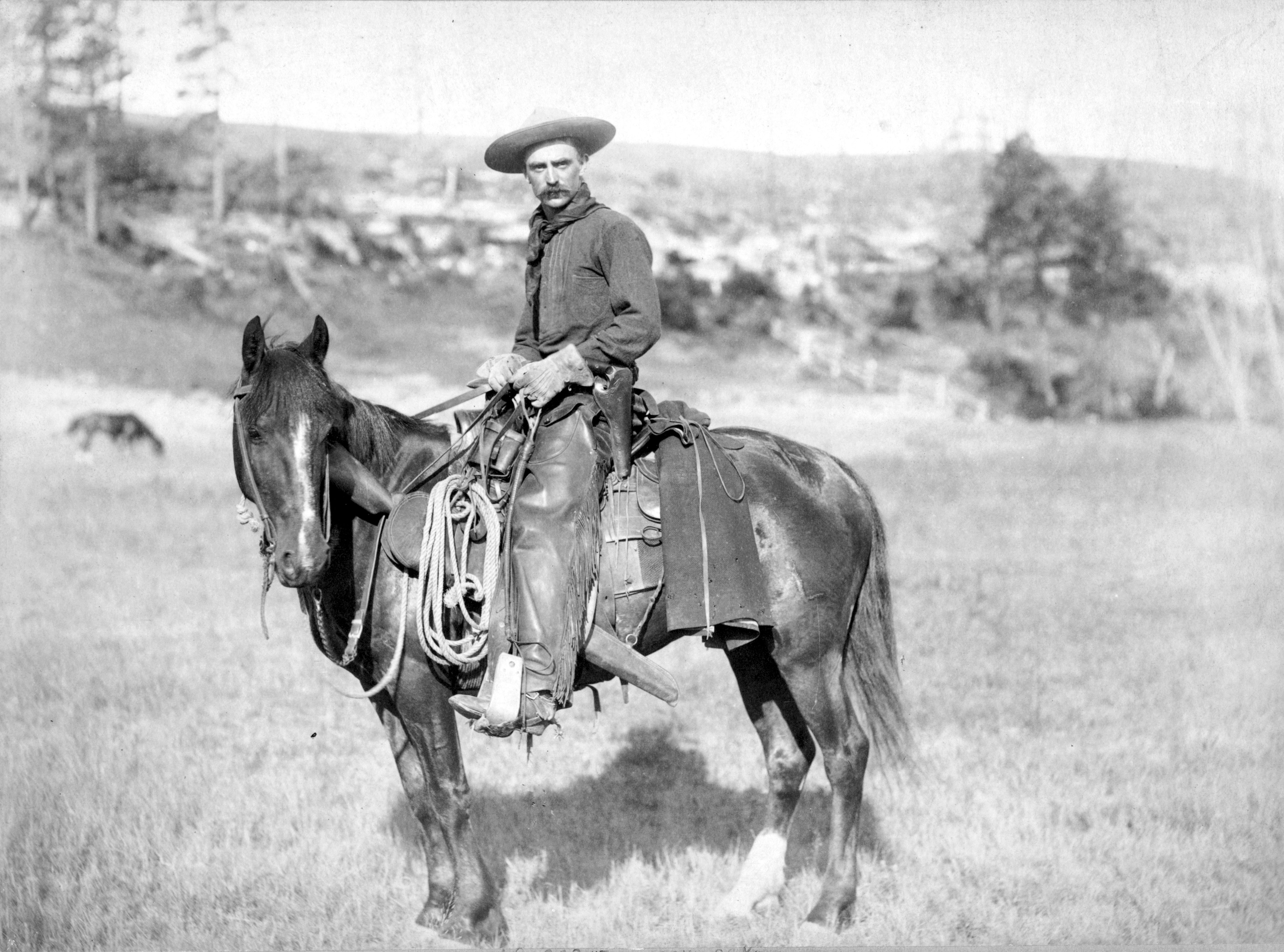
Un cow-boy (1887).

Avec la fin de la domination espagnole et le départ des propriétaires des ranchos, les troupeaux se sont retrouvés à l’état sauvage : un cheptel disponible existe donc alors à l’Ouest. En 1820, lorsqu'arrivent les premiers colons, la région du Texas actuel compte près de 3,5 millions d'animaux disponibles, les longhorns, surtout situés au Sud où les pâturages sont nombreux et parfois permanents.
En 1832, le Mexique ordonne la dissolution des missions et le partage de leurs terres, qui vont plus souvent aux colons connaissant l'élevage du bétail et ayant les moyens de les acheter qu'aux Amérindiens restés pour la plupart chasseurs nomades dans les régions concernées.
La vente de ces vastes territoires, appelés ranchos, qui étaient jusqu'alors inhabités, intéresse de nouveaux colons. Ces possessions sont surtout utilisées pour l'élevage du bétail par les rancheros, leurs dirigeants, qui sont aidés par les convertis amérindiens des missions. Une élite se forme parmi ces rancheros et prend rapidement de l'importance au sein de la province mexicaine.
Des Américains[pas clair] essaient une première fois de tirer profit de ces animaux, mais pour cela il faut des hommes capables de gérer le bétail : si on les appelle encore les vaqueros, le nom anglais « cow-boy », apparu sur la côte atlantique du pays à la fin du XVIIIe siècle, se diffuse peu à peu en Amérique du Nord. Ils commencent à mener les bêtes à destination des centres de consommation du Missouri ou de La Nouvelle-Orléans. Avec l'indépendance du Texas en 1836, les « rancheros » deviennent « ranchs » ; il faut trouver des débouchés à cette viande : on ouvre de nouvelles pistes, qui conduisent les animaux jusqu'au port de La Nouvelle-Orléans en Louisiane. Cependant, les troupeaux transmettent une maladie très grave et contagieuse, la Texas Fever (« Fièvre du Texas ») qui contamine en 1852-1853 le bétail des fermiers. Dès lors, ces derniers font tout pour s’opposer au passage des troupeaux sur leurs terres, souvent fusil à la main.

### Le cow-boy et la conquête de l'Ouest (1848-1890)

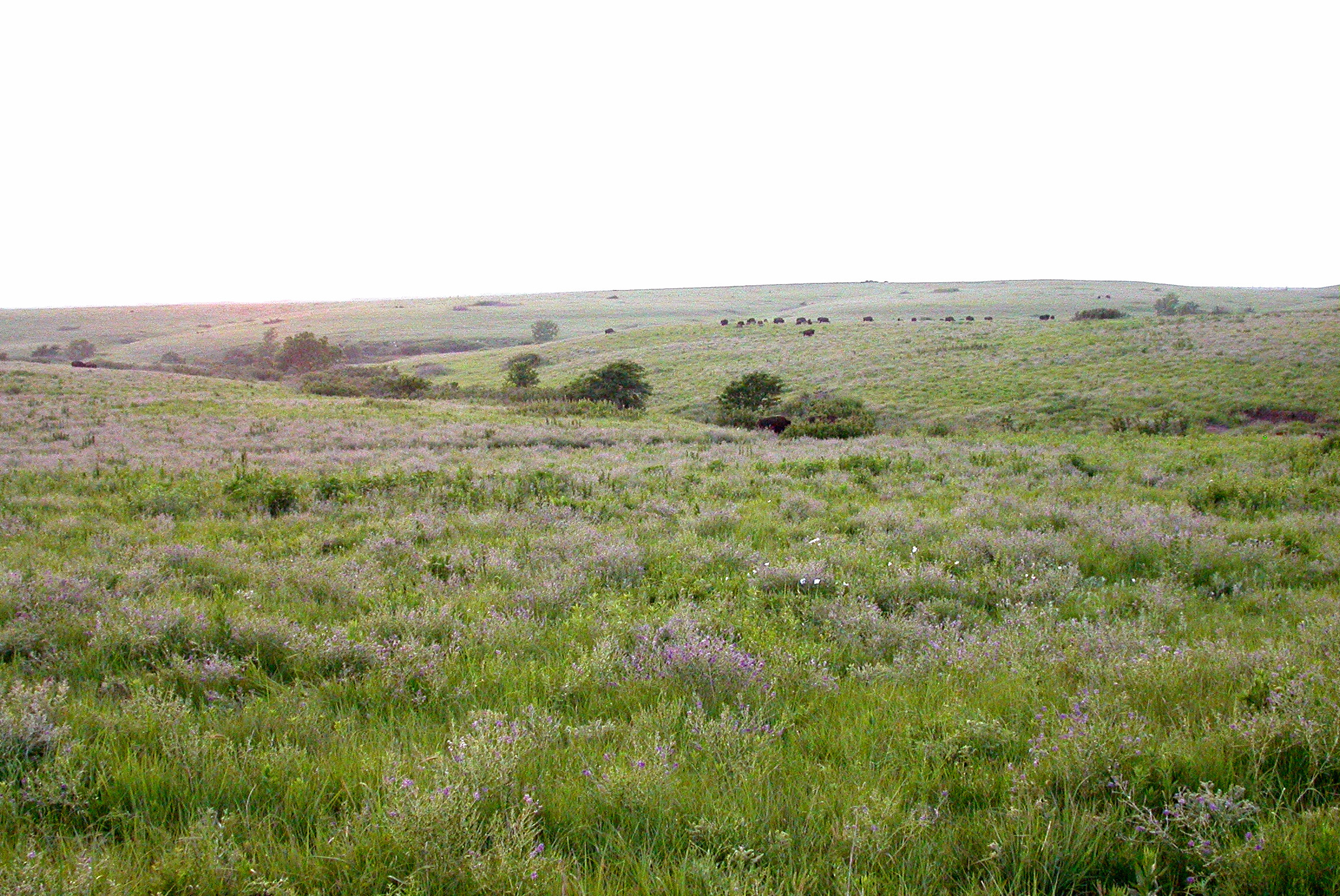
Prairie dans le Kansas.

La période qui s'écoule de la défaite mexicaine à la fermeture de la Frontière marque l'apogée du mode de vie des cow-boys. Lors de la ruée vers l'or, de nombreux hommes arrivent en Californie puis dans tout l'Ouest américain. Cet afflux provoque un accroissement de la demande en viande mais, après une tentative réussie de mener les bêtes à Denver, la guerre de Sécession (1861-1865) emporte l’élevage dans la tourmente.
Alors que les cow-boys texans, puis les rancheros, sont mobilisés, la terrible sécheresse de 1862-1863 décime les troupeaux livrés à eux-mêmes. Au départ, l’armée sudiste se nourrit de ce bétail, mais le blocus du Mississippi, à l’automne 1863, coupe le dernier débouché des éleveurs qui doivent brader leurs bêtes au Mexique contre le ravitaillement. À la fin de la guerre, le Texas est ruiné, mais bien vite le cheptel se reconstitue : en 1865-1866, 5 millions de bêtes sont à nouveau disponibles.
Au début des années 1860, l’immigration croissante et l’urbanisation des États-Unis conduisent au développement du marché de la viande bovine, surtout sur la côte Est. De plus, les habitudes alimentaires changent, et la consommation de bœuf remplace peu à peu celle de porc, considérée comme un plat de pauvres. Les médecins de l'époque encouragent la population à manger du bœuf. Enfin, il faut pouvoir nourrir les soldats et les Amérindiens de l'Ouest. Le bétail de l’Est ne suffit plus à approvisionner les grands centres où la viande pourrait trouver des débouchés, et les grands abattoirs de l’Est (Cincinnati, Chicago) ont besoin de matières premières. Or le Texas peut répondre à cette demande, mais l’acheminement des bêtes reste problématique. Des tentatives ont été menées dans les années 1850 vers Chicago, Saint Louis et même New York, mais les résultats furent décevants. Dans l'une d’elles, vers la Californie, les animaux n’arrivèrent d’ailleurs jamais à destination.

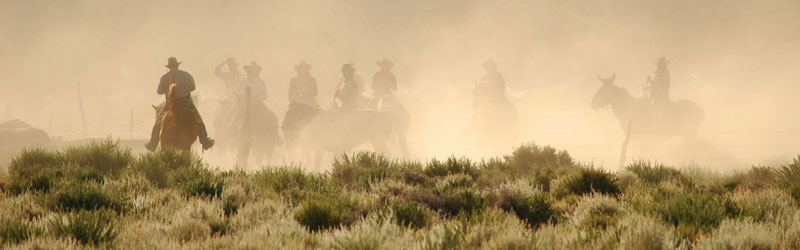
Cow-boys contemporains.

Un marchand de bestiaux de l’Illinois, du nom de Joseph Mc Coy, s’en rend compte et cherche un point d'échange entre les éleveurs et les acheteurs, que l’on puisse joindre sans trop de dangers : il choisit Abilene dans le Kansas, terminus ferroviaire de la Kansas Pacific Railway. Il passe un contrat avec la compagnie, puis il développe alors, autour de la ville, toutes les infrastructures nécessaires à la vente et à l’embarquement des bêtes à bord du train qui les conduira vers l’Est : en 1867, les premiers wagons chargés de bœufs partent pour Chicago. Cependant, il reste à amener les bêtes de leur point d’origine jusqu’à cette gare, soit un parcours de près de 1000 kilomètres vers le Nord : c’est là le début de l’aventure qui a rendu célèbres les cow-boys, avec la grande transhumance.

## Statut social et effectifs
Si, dans l’imaginaire collectif, le cow-boy est un Américain blanc, WASP, homme libre et droit, la vérité est différente à plusieurs égards.
D'une part, derrière l'image de liberté que la légende associe au cow-boy, celui-ci a un statut subalterne peu enviable, avec des revenus très faibles. Avec le phénomène de regroupement des terres dans l’Ouest, qui appartiennent de plus en plus à de grands propriétaires, se mettre à leur service est alors l'un des rares métiers proposés dans la région et les patrons peuvent trouver de la main d’œuvre, même avec un salaire aussi faible. Les jeunes sont fascinés par la vie de leurs aînés, attirance alimentée par les récits plus ou moins avérés des aventures des cow-boys. En réalité, les cow-boys constituent un groupe méprisé et exploité par les propriétaires de ranchs. Peu payés et sans possibilité d'accès au crédit, ils ne peuvent que rarement devenir propriétaires à leur tour et vivent dans une certaine précarité en dehors des périodes de transhumance.
D'autre part, la faible attractivité du métier n'incite pas les Blancs à prendre cet emploi qui se résume à celui d'un ouvrier agricole aux activités dangereuses. Par conséquent et contrairement aux idées reçues, 45 % des cow-boys sont des gens de couleur victimes des lois Jim Crow qui codifient leur ségrégation raciale et les empêchent d'être associés à la figure emblématique du cow-boy symbole de la conquête de l'Ouest : Noirs (15 % des effectifs sont composés de ces hommes libérés de l'esclavage), métis (15 % également), Mexicains ou indiens composent les 35 000 à 40 000 cow-boys qui empruntent la piste du bétail (Cattle Trail) entre 1865 et 1890.
Quoi qu’il en soit, il y eut peu de cow-boys : jamais plus de 40 000, pour une population de 60 millions d’Américains[Quand ?].

## Équipements et techniques

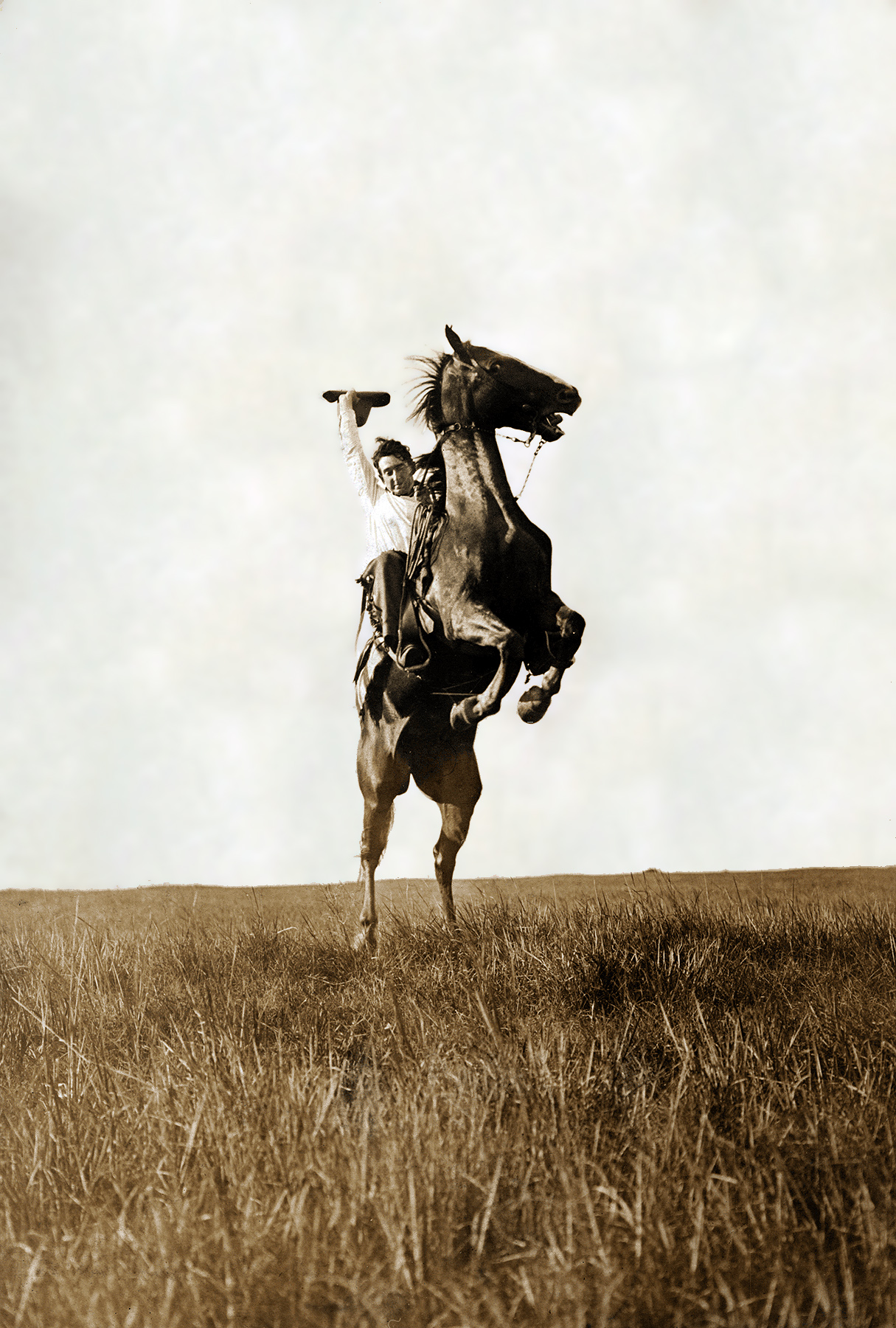
Un cow-boy sur son cheval.

On connaît les équipements typiques du cow-boy mais, là encore, celui-ci n’a rien inventé : les techniques utilisées montrent une filiation indiscutable avec les pratiques des ranchos mexicains, ce qui a été largement oublié par la légende, préférant faire du cow-boy un « pur yankee ». Si les vaqueros n’étaient rien de plus que des sédentaires à proximité des animaux, pour les nourrir et les soigner, ils ont donné au ranch américain des techniques et des outils qui ont été repris et adaptés pour la transhumance : les vaqueros avaient notamment mis en place le marquage des bêtes au fer rouge.
Comme ils devaient capturer le bétail sauvage, ils ont élaboré une corde à nœud coulant portée au bout d’une perche, le lazo, qui devient plus tard le lasso que l’on connaît. Long de 9 à 18 mètres, il est fait de corde ou de cuir et son maniement requiert une bonne expérience : sur un cheval au galop, il faut en faire tourner la boucle, puis la jeter sur le cou de l’animal, enrouler aussitôt l’autre extrémité autour du pommeau de la selle, et arrêter sa course sans tomber de cheval.
Au niveau de l’équipement, on trouve l’indispensable chapeau large (« pas sur la tête car il se serait envolé, mais dans le dos, retenu par une lanière »), un héritier direct du sombrero mexicain. Le Stetson est un des modèles les plus appréciés, son feutre indéformable et ses bords larges protégeant bien du soleil ou de la pluie. Il peut même faire office d’abreuvoir ou de cravache. Le foulard (bandana) ou simple mouchoir autour du cou pour se protéger de la poussière, comme les éperons pour diriger le cheval, sont également empruntés aux vaqueros. À cela s'ajoutent les bottes et des jambières en gros cuir, les chaparreras, là encore d’origine mexicaine. La panoplie se complète d’un pantalon solide, d’une couverture et d’un ciré, parfois d’un revolver prêté par l’employeur. Très peu de cow-boys ont les moyens de se payer une arme personnelle dont les détonations pourraient effrayer les bêtes, préférant utiliser les fouets pour se faire obéir. « Seuls les chefs chargés de l’encadrement des équipes pouvaient détenir une arme, qu’ils devaient néanmoins laisser à l’entrée des hôtels et des saloons. Alors, si au Far West il arrivait que l’on croise par malheur des individus armés de deux colts, il ne pouvait s’agir que de tueurs à gages ou de redoutables hors-la-loi ».

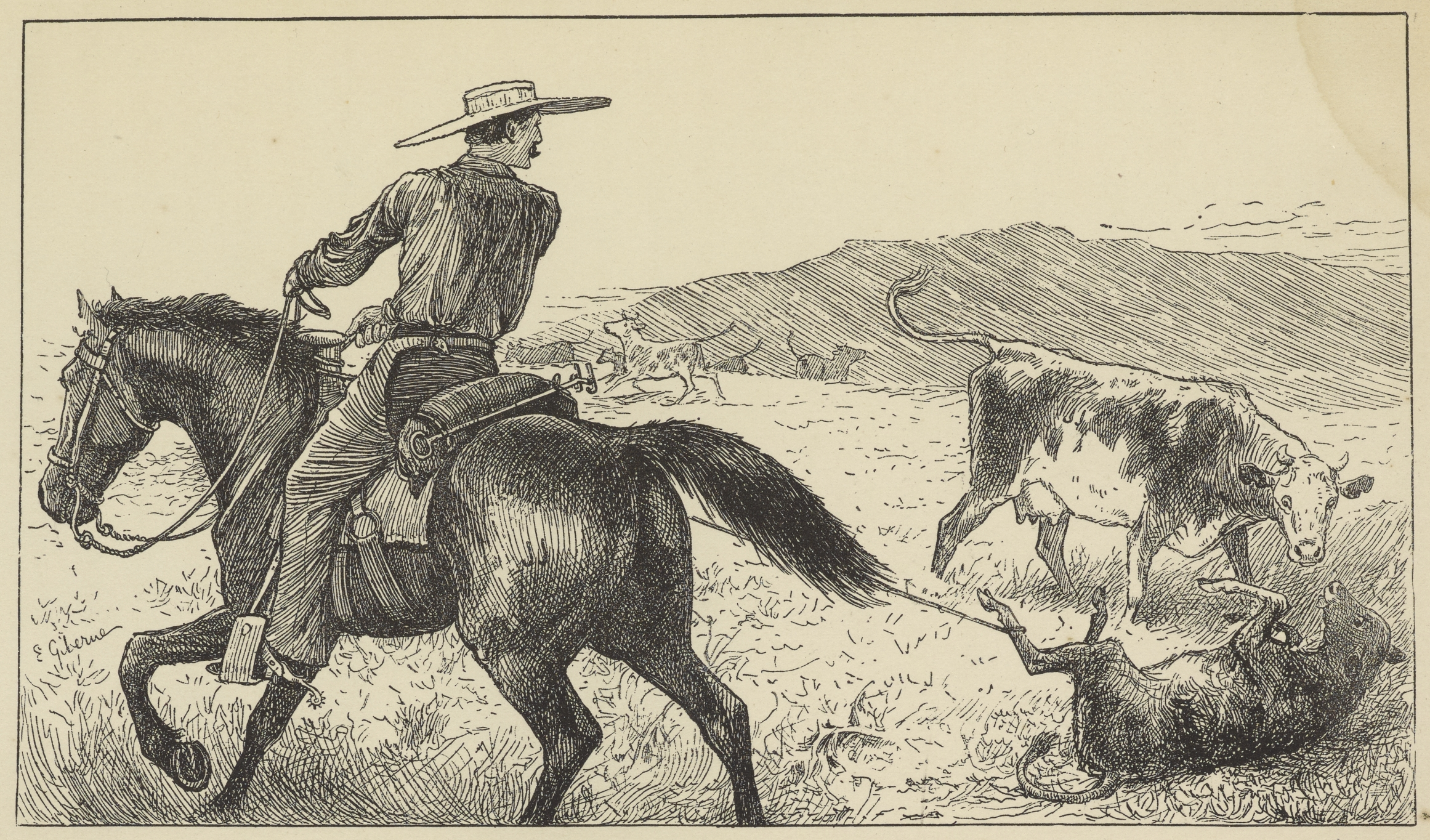
Un cow-boy maniant son lasso.

Mais surtout, le principal outil du cow-boy, c’est son cheval. C’est sur sa monture que l’on attrape les bêtes pour les marquer, qu’on les dirige dans la prairie et qu'on parcourt les longues distances que requiert la transhumance. Il appartient quasiment toujours au patron car, à près de 300 $ l’unité, un cow-boy ne peut se payer un tel luxe. Autre élément très important, la selle représente souvent la seule richesse du cow-boy qui a économisé des mois durant pour pouvoir la choisir avec soin : il passe le plus clair de son temps dessus.

## Vie quotidienne du cow-boy
Nous connaissons la vie des cow-boys par différentes sources et témoignages, notamment celui de Charlie Siringo : A Texas Cow-boy, or fifteen Years on the Hurridane Deck of a Spanish Poney, paru en 1885.

### La transhumance

#### Avant de partir: rassembler le troupeau

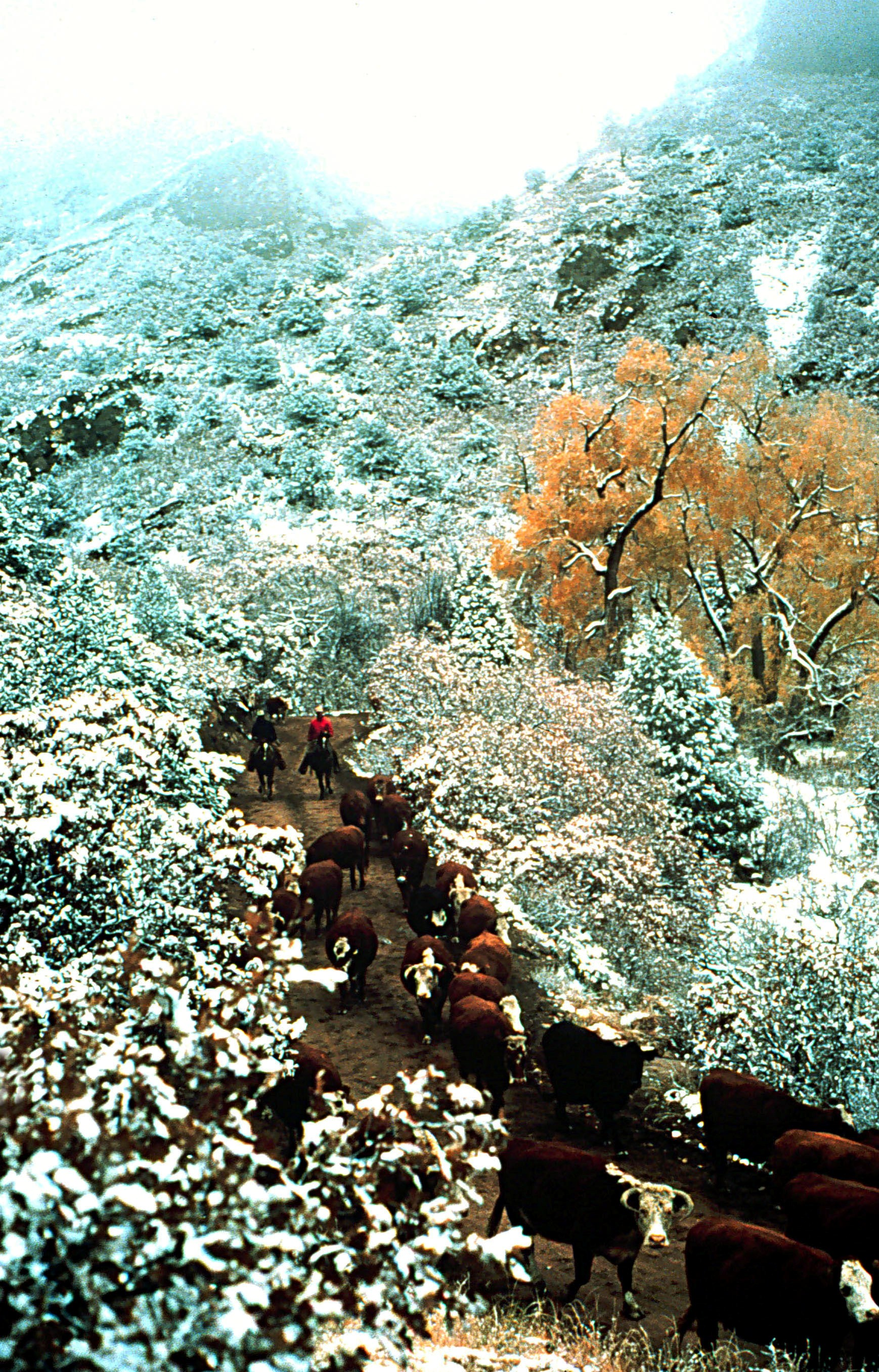
Cow-boys au travail, Colorado.

Le drive dure entre cinq et treize semaines, selon la route empruntée et les imprévus : de San Antonio à Abilene, il fallait en moyenne 90 jours, du Texas au Wyoming, près de six mois.
Avant d’emmener les bêtes vers leur dernière destination, elles sont regroupées, triées puis marquées et les veaux castrés au printemps. Les animaux non marqués sont appelés « mavericks ». Le cow-boy utilise alors son lasso pour attraper les animaux selon les techniques héritées des vaqueros. Cette étape, le round-up, dure plusieurs semaines, car il faut rassembler plusieurs milliers de bêtes sur un territoire très étendu (jusqu'à 4000 à 5000 miles carrés, soit plus de 10 000 à 12 500 km2).

#### Le voyage
Une fois le round-up terminé, c’est le départ. Il faut souvent quelques jours pour que les animaux démarrent, le temps qu’ils s’habituent à leurs meneurs. Il faut faire avancer une masse mouvante et imprévisible composée d’environ 3 000 bêtes, qui s'étire sur des kilomètres de long et souvent quelques centaines de mètres de large, le tout pas trop vite pour ne pas les fatiguer, mais pas trop lentement non plus afin d’éviter leur dispersion. La distance parcourue varie de 20 à 40 kilomètres par jour. Le chemin est guidé par les points d’eau où l’on peut s’arrêter pour faire paître le troupeau. Il existe deux pistes principales : la Old Chisholm Trail (« route des rivières ») et la Western Trail, plus à l’ouest, qui passe par Dodge City.
L’équipe est constituée d’une dizaine de cow-boys dirigés par un chef, le boss (« chef de piste »). Ce dernier est responsable du troupeau, et il doit contenir les débordements d’humeur de ses hommes, que la pénibilité et la monotonie du travail rendent bien souvent agressifs. Il connaît la piste, les points d’eau et les passages à gué. À cela s’ajoutent le cuisinier et le guide indien, qui ouvrent la route avec un peu d’avance.
La piste ne manque pas de dangers, mais les plus grands risques ne sont pas toujours ceux auxquels on s’attend. Le risque indien tant exploité par le cinéma existe, mais il est de très loin moins fréquent et moins grave que les problèmes liés au troupeau lui-même. Souvent, le don d’une bête comme péage pour la traversée d’une réserve, apaise bien des querelles.
Les voleurs de bétail ou les fermiers irascibles posent parfois problème mais, en fait, le grand danger que craint le cow-boy survient lorsque la nuit tombe. Dès lors, une attention de tous les instants devient nécessaire afin d’éviter un drame. En effet, le moindre cliquetis, le moindre hurlement de coyote ou un orage (très violents dans les Grandes Plaines) peut faire peur au troupeau : c’est alors la grande crainte des cow-boys, car le troupeau fonce droit devant lui : c’est le stampede. Il vaut mieux alors ne pas être sur son chemin, et « passer d’un enfer à l’autre », selon l’expression du temps. On essaie alors de calmer le troupeau par un vaste mouvement circulaire. Lors d’un orage près de Dodge City, un trail boss explique qu’il fallut une semaine pour retrouver les bêtes. Un autre, E. C. Abbott, raconte qu’en 1882, « il y eut un orage qui tua quatorze têtes de bétail, six ou sept chevaux et deux hommes ». Parfois, c’est l’incendie de la prairie qui peut se transformer en drame, ou bien la foudre qui frappe les cavaliers sur leur monture. La traversée des rivières ou des fleuves prend également l’allure d'un défi : il faut parfois près de trois jours avant que le troupeau ne veuille s’y engager, lorsqu’il ne fait pas demi-tour spontanément. Dans les cours d’eau les plus profonds, les cow-boys nagent devant leurs chevaux, suivis du troupeau, mais un instant d’inattention peut tout faire basculer : nombreuses furent les noyades de bêtes, mais aussi celles des hommes qui les accompagnaient. Parfois, à l’inverse, l’eau manque cruellement. Si on ajoute à cela la morsure mortelle de mouffettes (sconses) porteurs de la rage ou les attaques des loups, on s’aperçoit sans difficulté que le plus grand ennemi du cow-boy, loin d’être l’Indien : c’est la nature.
Au-delà de toutes ces péripéties qui font de ce métier une réelle aventure, il y a cependant la routine, les journées à suivre le troupeau dans la poussière et la chaleur intense, ou sous des pluies torrentielles avec, pour seul horizon, la prairie à perte de vue. Pendant la journée, deux « pointeurs », souvent les cow-boys les plus expérimentés, mènent le troupeau et trouvent le chemin : il leur faut éviter les autres troupeaux, les villes et toute chose qui pourrait nuire à la bonne avancée des animaux. Sur les côtés, les flancs-gardes et, à l’arrière, les drag-riders sont chargés de ramener les égarés, places considérées comme plutôt dégradantes. Le soir, on soigne les chevaux, on coupe du bois puis on assure son tour de garde avant de dormir quelques heures. Et le lendemain arrive une journée différente, mais pourtant si semblable à la précédente. Les distractions sont inexistantes : en effet, le troupeau prend soin d’éviter les centres urbains et l’alcool est interdit. Parfois, en cas d’alerte, les cow-boys peuvent rester en selle des jours durant : ainsi Charles Goodnight cite son propre exemple, où il dut rester à cheval trois jours sans discontinuer, pour préserver la sûreté du troupeau.
Le chuck wagon emmène les provisions : la route est longue et, sur les 1 000 km, elle ne comporte qu’une seule épicerie. On mange des biscuits, du bacon, du café, des fruits séchés, avec parfois, pour améliorer l’ordinaire, du gibier ou un bœuf du troupeau que l’on a dû abattre. Avec une nourriture si monotone, le cuisinier n’est pas très bien placé dans le cœur des cow-boys qui, dans leurs récits, lui donnent une place peu enviable. Cette image s’est perpétuée jusque dans les westerns où il est souvent l’archétype du « pauvre type ».

### L'arrivée en ville
Enfin, c’est l’arrivée en ville, dans ces villes du bétail (en) (« cow-towns » ou « cattle towns ») à la si mauvaise réputation que sont Abilene, Dodge City, Ellsworth ou Newton. Ces villes ont servi de base pour les décors des westerns hollywoodiens du début du XXe siècle. Pour les habitants, l'arrivée des troupeaux conduits par les cow-boys est à la fois une aubaine et une source de problèmes. Alors que les maquignons fréquentent des hôtels et des bars plus luxueux, les cow-boys dépensent la quasi-totalité de leur salaire dans les commerces locaux, ce qui fait vivre une partie de la population locale. Enfin, ces localités fondent leur prospérité économique sur le commerce des troupeaux.
En effet, une fois leurs gages empochés, les cow-boys profitent des facilités offertes sur place : bains chauds, barbier, bottier, chapelier et tailleur. Le saloon où ils peuvent boire et fumer, permet de mettre un terme aux semaines d’abstinence forcée, et les beuveries dégénèrent souvent en bagarre. Les dancings, les salles de jeu, ou les « maisons de filles » sont également très populaires auprès des nouveaux arrivants.
Ces villes ont très mauvaise réputation : un journaliste de passage à Kansas City en 1870-1880 rapporte qu’« après la tombée de la nuit, la terre civilisée connaît peu de spectacles de débauche aussi débridée et éhontée qu’un dancing dans les villes de la frontière ». Celle-ci est en partie justifiée : les hommes éméchés provoquent de fréquentes bagarres mais les homicides restent finalement assez rares. À Dodge City, entre 1867 et 1890, on recense 55 homicides, dont une vingtaine par la police elle-même. Dans toutes les villes de bétail, le port des armes à feu est en principe interdit. De plus, les quartiers du jeu et de la prostitution sont nettement séparés des quartiers où vivent les « honnêtes protestants ». Les villes minières de l'Ouest sont finalement beaucoup plus violentes que les villes du bétail.
Après quelques jours passés dans ces « Sodomes de l’Ouest », le cow-boy se retrouve généralement sans argent : il doit retrouver du travail en attendant la prochaine transhumance. La plupart du temps, il se fait engager par un patron de ranch qui éponge ses dettes grâce à une avance sur le prochain salaire.

### Hors-saison

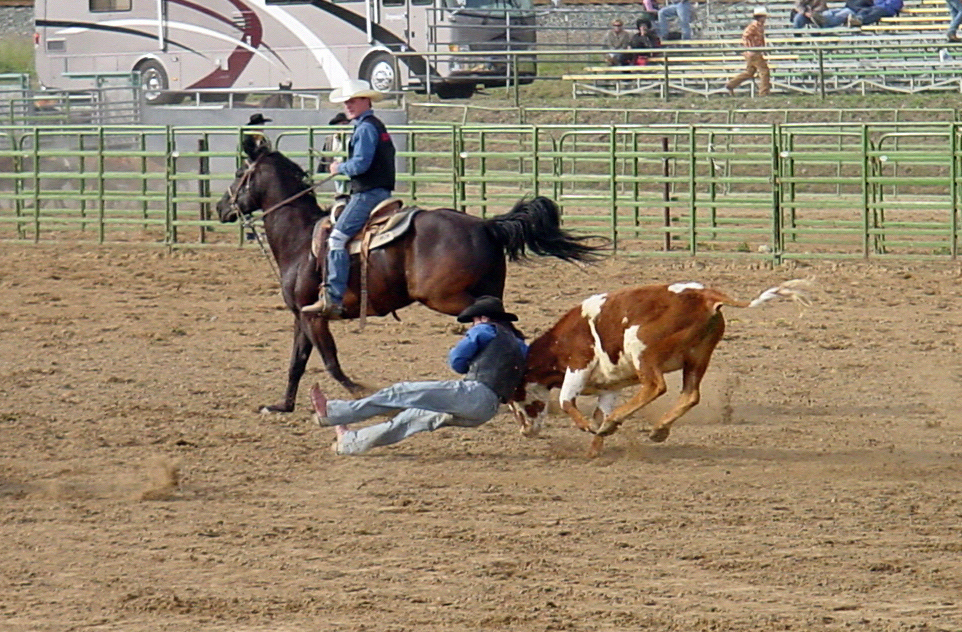
Le est une technique de rodéo inventée à la fin du XIXe siècle par un cow-boy d'origines noire et indienne,.

Certains décident de renoncer à cette vie très difficile et rejoignent les groupes de hors-la-loi mais, finalement, les cow-boys ne furent pas plus nombreux à se reconvertir dans le banditisme que d’autres groupes de population. Une seule chose est sûre : quasiment aucun ne put gagner assez d’argent pour se mettre à son compte : au maigre salaire s’ajoute la précarité de cet emploi, qui fait que tout crédit est refusé.
Certains ne retrouvent pas d’emploi entre novembre et mars et ils doivent alors s’employer à de petits boulots : tuer les loups qui rôdent pour en débarrasser les éleveurs et vendre leurs peaux, réparer les clôtures, traire les vaches, fabriquer du suif à partir de la graisse de bœuf…
Pour ceux qui retrouvent du travail, le recrutement a lieu au printemps ou à l’automne. En majorité, ils doivent alors dédier l'essentiel de leur temps à savoir trouver des points d’eau, aux soins du bétail, à le surveiller ou l’abriter en cas de coup dur météorologique. D’autres s’occupent des tâches au ranch et doivent dresser les chevaux, entretenir les bâtiments ou couper du bois. Les employés s’entassent dans le bunkhouse, où l’hygiène et l’intimité sont quasi inexistantes. Le matériel et les vêtements des occupants s’entassent dans la pièce unique. Pour s’occuper, les cow-boys jouent aux cartes, écoutent des histoires et des chansons, jouent du banjo ou de l’harmonica. Parfois, lorsqu’un d’entre eux est lettré, il fait une lecture collective des romans bon marché en attendant le prochain drive. On est loin des aventures trépidantes contées dans les journaux de l’Est.

## La fin des grandes transhumances
En 1870, le gouvernement américain ouvre des terres à de nouveaux émigrants au Texas, au Nouveau-Mexique, dans l'Arizona et l'Oklahoma. L'élevage en open-range se déplace alors vers le Nord, dans le Wyoming, le Dakota oriental et le Montana. Cependant, la cohabitation avec les nouveaux venus est difficile, voire impossible, ce qui provoque des guerres du bétail (cattle wars). Les fermiers se regroupent en syndicats dès 1874 et clôturent leurs exploitations avec du fil de fer barbelé inventé un an plus tôt. Malgré l’embauche d’hommes de main pour couper ces clôtures, les barbelés ne cessent de gagner du terrain. En effet, c’est un moyen peu coûteux d'empêcher les troupeaux de passer ; sa production passe de 5 tonnes en 1874 à 40 000 tonnes en 1880.
Le chemin de fer a été la deuxième grande cause du déclin des grandes transhumances. Les lignes ferroviaires se sont allongées et elles relient à présent directement le Midwest au Texas. Dès lors, nul besoin pour le troupeau de parcourir 1 000 km pour rejoindre la gare : c'est à présent le train qui vient à lui. Le train est aussi un moyen de transport qui amène de nombreux colons qui envahissent la prairie et ne voient pas d’un très bon œil ces grands déplacements… On accuse aussi la diffusion de l'élevage ovin de dégrader les sols, à la fin du XIXe siècle. Le peintre Frederic Remington, qui a abondamment peint les scènes de l'Ouest, a bien résumé cela : selon lui, « l'arrivée du fil barbelé et du chemin de fer a tué le cow-boy ».
Les facteurs climatiques et sociaux provoquent également une mutation du métier. L'hiver 1886-1887 est très rude : le cheptel est décimé (1 000 000 de bêtes périssent), scène immortalisée dans le tableau de Charles Russel, jeune cow-boy qui en fut témoin, le dernier des 5000. De plus, en 1882, 1883 et 1884 des grèves de cow-boys ont lieu afin de réclamer de plus hauts salaires.
Tout ceci concourt à une baisse de la rentabilité, voire à l'inutilité d'un tel système. Il lui faut s'adapter : c'est la fin de l'open-range. Les bêtes sont à présent soignées dans un espace certes toujours immense, mais à présent délimité. Dans les années 1890, la transhumance tombe en désuétude, rendant inutiles les « cavaliers de la plaine », en tout cas sous cette forme. Ceux-ci se sédentarisent et redeviennent de simples garçons d'écurie réduits à l'entretien du troupeau, à l'instar des vaqueros, leurs prédécesseurs. Il faut aussi cultiver la terre pour obtenir du fourrage : le fier cavalier devient paysan. La piste est finie et la nostalgie commence.

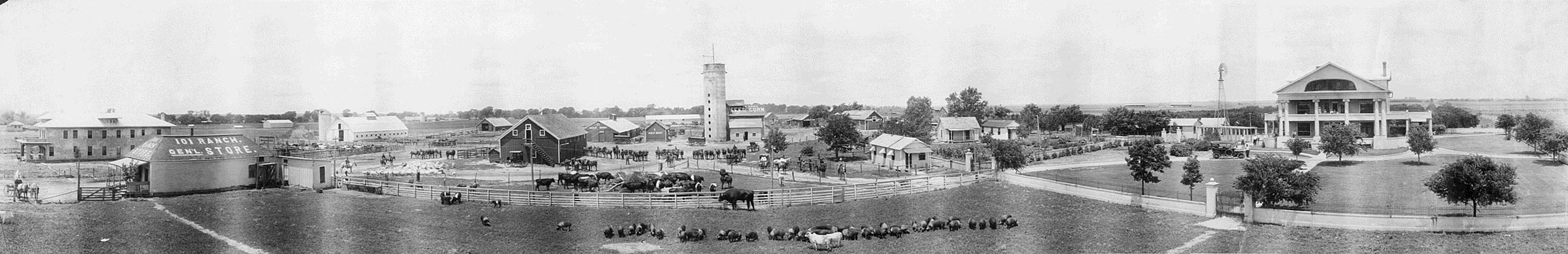
Le 101 Ranch, en Oklahoma.

## L'émergence du mythe du cow-boy

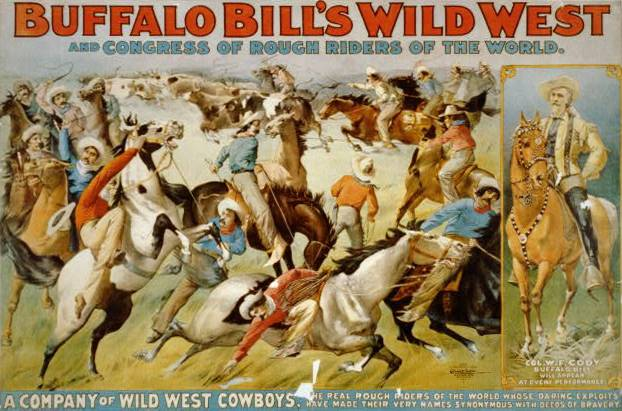
Affiche du Wild West Show.

L'invention de la presse à vapeur permet la publication de tirages rapides, et notamment la naissance des dimes novels (que l'on pourrait traduire par « romans de quat'sous »), où l’on trouve des « feuilletons » qui jouent un grand rôle dans la mythification du cow-boy. À la fin du XIXe siècle, le public américain se lasse des aventures de cape et d'épée typiquement européennes. En 1860, Ned Buntline (de son vrai nom Edward Judson) renouvelle le genre. Alors que la guerre civile fait rage, il sillonne l'ouest et rencontre William F. Cody, un jeune éclaireur « vaniteux comme une jolie femme ». Dans le New York Weekly, il commence à conter les aventures de celui qu'on appelle désormais Buffalo Bill, en y incorporant les histoires les plus invraisemblables qui circulent dans les saloons de l'Ouest et en les rendant plus « croustillantes ». Le public est séduit et s'arrache cette feuille, et tout le monde cherche à le copier. Le genre donne naissance à un tas de documents de ce type, avec des auteurs prolifiques tels que Prentiss Ingraham ou Edward L. Wheeler.
Les Américains trouvent alors dans le cow-boy une identité nationale : le cow-boy symbolise l'homme habile, courageux, entreprenant et individualiste. Il représente en cela les valeurs fondatrices des États-Unis, mais surtout il est libre dans une prairie qui s'étend à perte de vue, vision d'une frontière sans cesse repoussée et d'un espace illimité qui n'existe plus. La popularité du cow-boy augmente, miroir de l'ambition collective américaine, et l'idée survient alors de le mettre en scène.

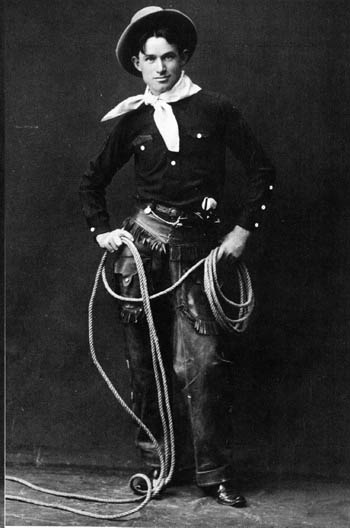
L'acteur Will Rogers.

Tout d'abord au travers des rodéos, ces concours d'habileté à cheval censés reproduire le round-up. Ils apparaissent vers 1880 et plusieurs villes s’en disputent la paternité. Pour le cow-boy, ces évènements sont des prétextes pour faire la démonstration de sa capacité à utiliser au mieux sa monture, en attrapant au lasso des bouvillons lâchés dans une arène. À la fin du XIXe siècle, le rodéo-spectacle devient très populaire, ce qui ne s’est pas démenti jusqu’à aujourd’hui.
En 1872, Buntline lance le cow-boy sur les planches, grâce à une pièce de théâtre, The Scouts of the Prairie, avec, dans le rôle de Texas Jack, un jeune Virginien, John Omahundro. Le succès est immédiat, d'abord à Chicago puis dans toutes les grandes villes. C'est la première « star » cow-boy, qui va en précéder de nombreuses autres…
En 1873, Buffalo Bill sent l’opportunité qu’il pourrait tirer de sa popularité grandissante : il lance le Wild West Show en 1883. Pendant trois heures, sous un chapiteau de cirque, les spectateurs assistent à toutes les scènes qui symbolisent l'Ouest : l'attaque du convoi de pionniers, d'une diligence, l'intervention de la cavalerie et le massacre final des Indiens. Selon les témoignages de l’époque, c’était très impressionnant, mais sans avoir les dangers d’une vraie visite dans l’Ouest. En 1886 à New York, le spectacle attire un million de spectateurs. En 1893, 50 spectacles se produisent à travers les États-Unis et, en 1888-1889, il s'exporte avec une tournée européenne, qui sera suivie de nombreuses autres. De plus, Buffalo Bill contribue à la notoriété de son spectacle en recrutant de véritables légendes vivantes tels Annie Oakley (qui pouvait, disait-on, couper, d'une balle, une carte à jouer) et le chef Indien Sitting Bull.
Le phénomène s'amplifie encore avec la publication des histoires de William A. Rogers dans le Harper's Weekly, le Frank Leslie's et le Police Gazette. En 1885, Charlie Siringo, ancien cow-boy, publie ses mémoires, puis Owen Wister sort son roman The Virginian en 1902, ouvrage qui se vend à 50 000 exemplaires en deux mois, signe de la popularité du genre.
Les peintures d'artistes comme Charles Russell ou Frederic Remington se taillent aussi un beau succès, par leur volonté de rechercher une inspiration nationale, en rompant avec les thèmes européens.
Enfin, ce sont les balbutiements du cinéma avec, dès 1903, le premier western, The Great Train Robbery. Ces premiers films se soucient peu de la réalité historique, mais les décors naturels de l'Arizona donnent un relief jamais atteint aux aventures des cow-boys. Les premiers films muets étant arrivés alors que les grandes transhumances venaient de disparaître, ils sont essentiellement le reflet d’un imaginaire collectif. Beaucoup de westerns ont été tournés depuis (près de 1 700), avec des succès inégaux. Certains sont restés célèbres, tels que La Prisonnière du désert (1956), Rio Bravo (1959) ou encore Il était une fois dans l'Ouest (1968).

## Aujourd'hui

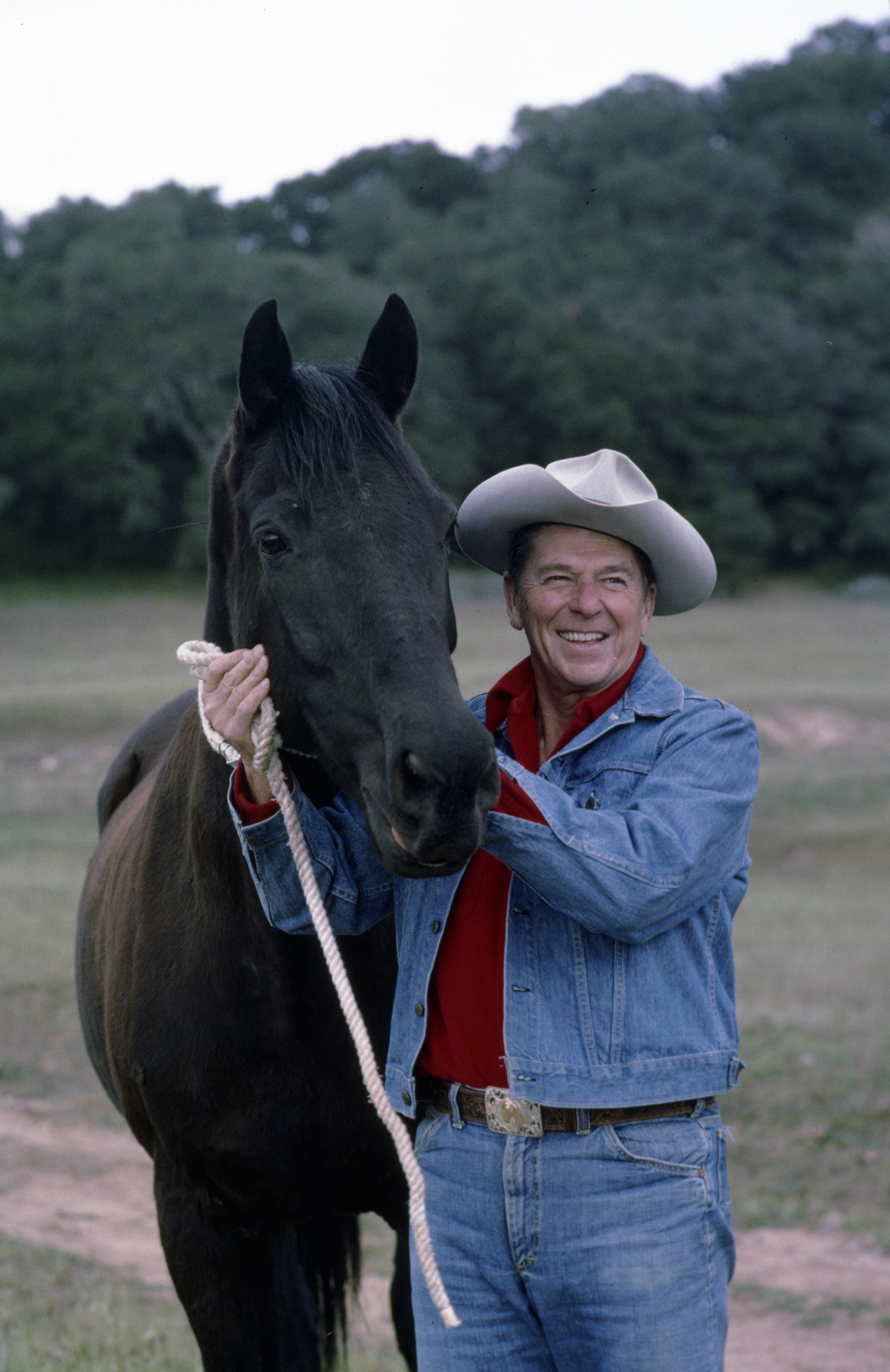
Ronald Reagan avec son cheval Little Man à Rancho Del Cielo, 1977.

Le cow-boy « traditionnel » reste indissociable de l'imagerie de la conquête de l'Ouest : c’est sans doute pour cela que l’image que l’on peut en avoir est plus le produit d’un imaginaire collectif que le miroir de la réalité. En effet, au cow-boy aventureux, aux multiples savoirs, épris de liberté vivant en communauté, courageux, défenseur de la veuve et de l’orphelin, on peut opposer la vie routinière et néanmoins risquée d’un être fruste et solitaire, simple garçon vacher, au service de grands propriétaires. Si l’aventure n’était pas inexistante, elle a largement été exagérée dans les multiples récits de la vie de ces personnages. Grâce à une médiatisation massive (développement du cinéma, ouvrages à grand tirage, etc.) et surtout aux valeurs qu’il représente, il a pu devenir le symbole que l’on connaît aujourd’hui.
De nos jours encore, le cow-boy fascine, et de nombreux Américains continuent à s’identifier à ce personnage, jusqu'à certains dirigeants (George W. Bush dans son ranch, ou Ronald Reagan et sa phrase du 12 août 1987 « J’ai toujours dit qu’il n’y avait rien de meilleur pour un homme que d’être assis sur un cheval. »).
Il existe toujours un personnel pour garder les troupeaux dans les ranchs, qui conserve le cheval, les vêtements et certains accessoires issus du cow-boy originel. Cependant, les cow-boys actuels sont des employés sédentaires qui n'ont finalement que peu de choses en commun avec les hommes qui arpentaient la piste sur des milliers de kilomètres. On appelle également cow-boys les participants des concours de rodéos, qui sont parfois de véritables sportifs professionnels.